# Hôtel Clarendon

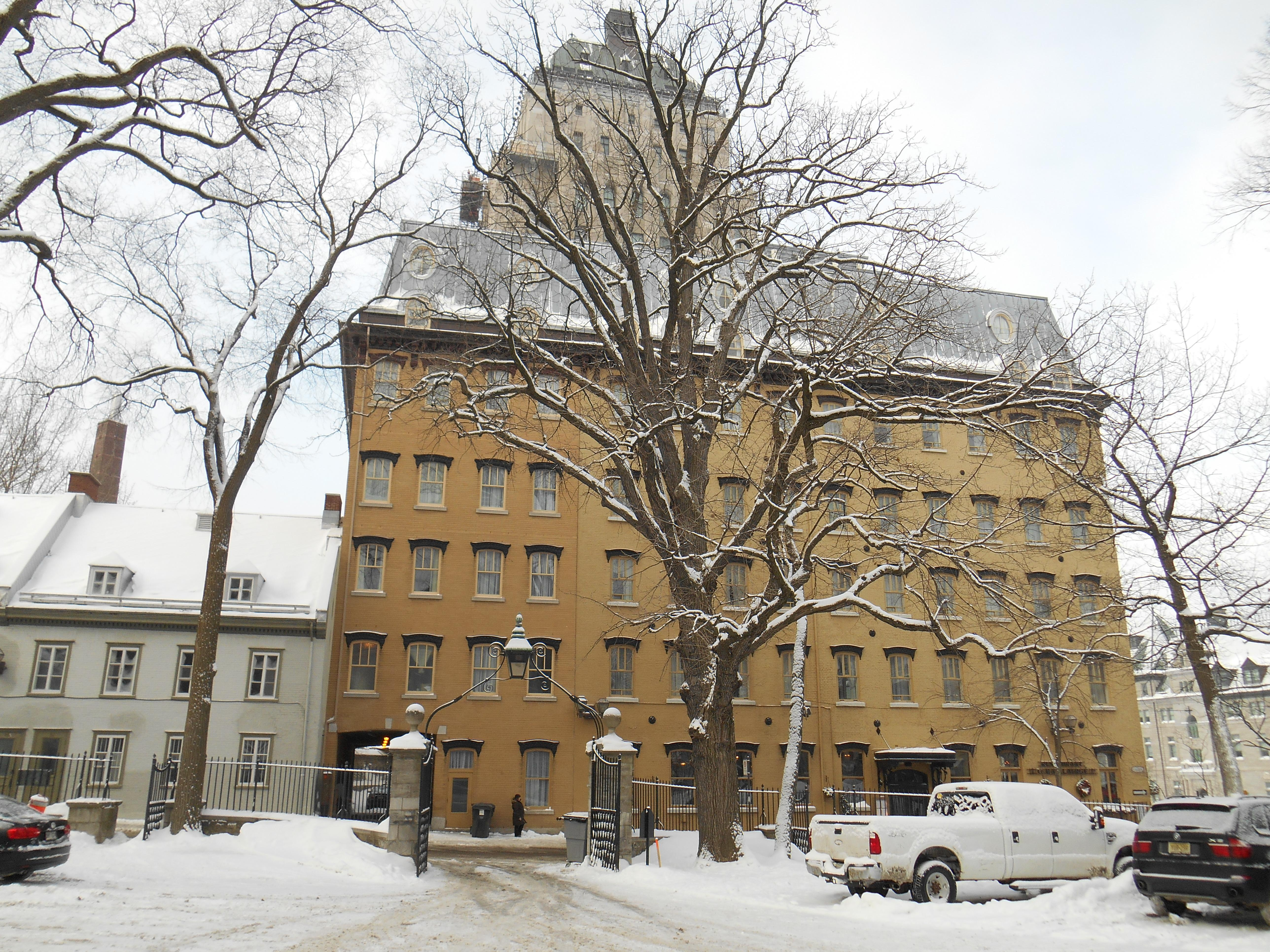
Clarendon House

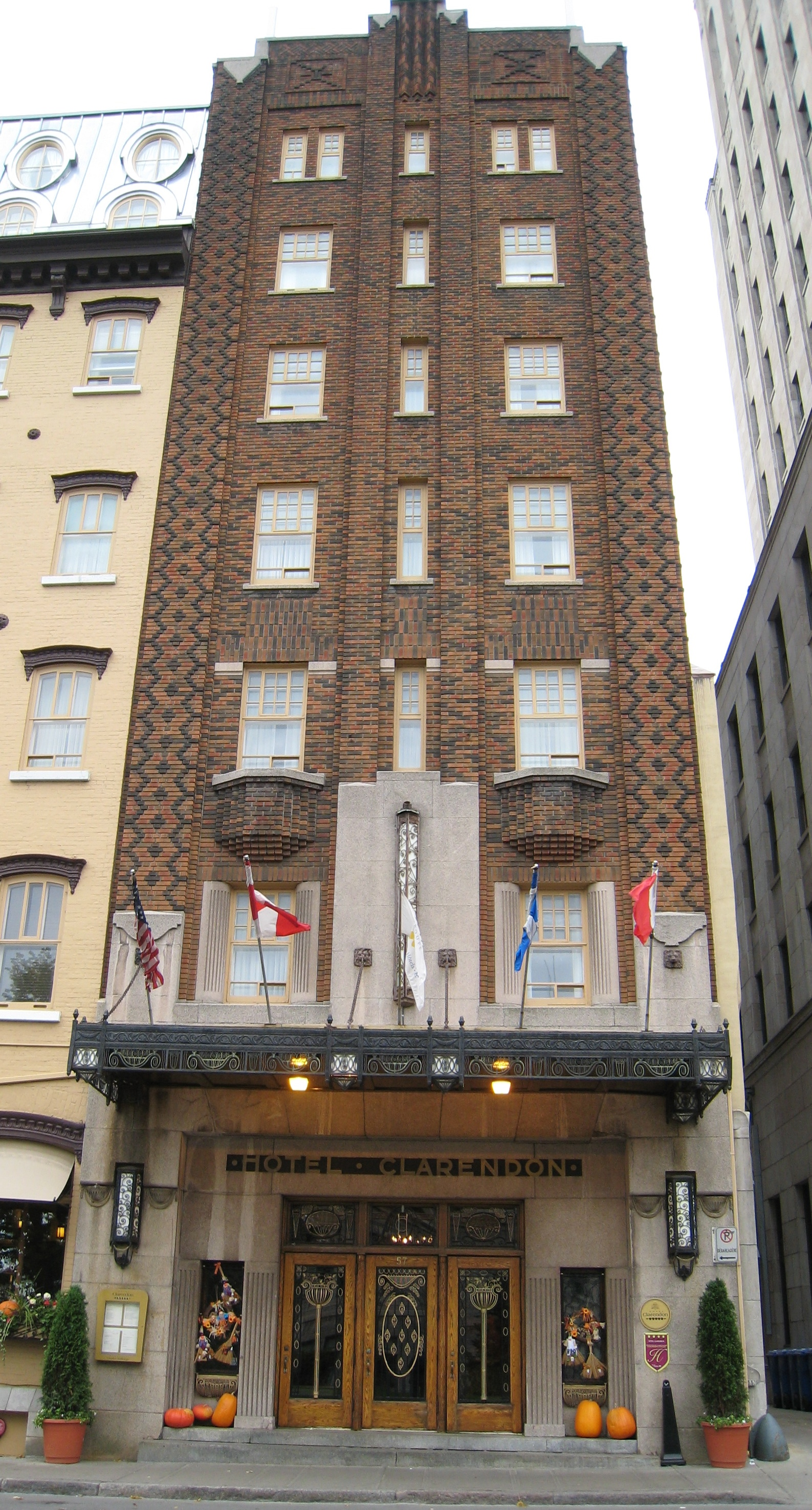
Façade de l'Hôtel Clarendon

L'Hôtel Clarendon (en anglais : Clarendon Hotel, parfois appelé Clarendon House) est un hôtel de Québec, au Canada. C'est l’hôtel qui fonctionne depuis le plus longtemps sans interruption à Québec, et l'un des plus anciens du pays.

## Histoire
Le bâtiment original se trouve au coin des rues Sainte-Anne et des Jardins. Il est construit en 1858 d'après les plans de Charles Baillairgé. Cet édifice de quatre étages est presque aussitôt vendu aux imprimeurs de la Reine George-Édouard Desbarats et Stewart Derbishire (en), qui l'occupent en compagnie de plusieurs petites entreprises, jusqu'en 1870. Le bâtiment devient alors l'hôtel Russel House. L'hôtel est vendu en 1894 et devient le Clarendon Hotel ; il est vendu à nouveau en 1907 et 1924.
D'importantes modifications et agrandissements sont effectués au cours du XXe siècle. On ajoute deux étages et un toit à mansardes, aussi qu'une extension Art déco de six étages au 57 rue Sainte-Anne. L'entrée principale, à l'origine sur la rue des Jardins, y est déménagée. Peu après, une autre aile est construite pour agrandir l'hôtel. Le principal élément architectural d'intérêt est la façade Art déco de Raoul Chênevert, datant de 1927 (quelques années avant l'Édifice Price voisin). La décoration en est très géométrique, mais sa marquise et les grilles des portes d'entrées sont de style Art nouveau, ce qui crée une combinaison de styles unique à Québec.

### 2012 à 2019
L'hôtel est la propriété de Michel et Marc-Olivier Côté depuis le 2 avril 2012. On y trouve un restaurant français bien coté, Le Charles-Baillairgé, ainsi qu'un bar réputé pour des spectacles de jazz. L'hôtel sert de décor au roman Hier, d'ailleurs intitulé Yesterday, at the Hotel Clarendon en anglais ("Hier à l'Hôtel Clarendon"), de Nicole Brossard.
Le 23 janvier 2019 en début d'après-midi, un incendie se déclare au 6ᵉ étage nécessitant l'intervention de plus de 80 pompiers pendant plusieurs heures. On ne déplore aucun blessé mais les dégâts sont importants, essentiellement des dégâts des eaux aux étages inférieurs. La plupart des chambres doivent être rénovées et l'hôtel planifie sa réouverture en décembre 2019 mais en raison de circonstances hors de contrôle, l'ouverture est reportée au début de l'année 2020.

### 2019 à aujourd'hui
Les rénovations incluant des travaux au niveau de la plomberie, ventilation, électricité et redesign des chambres sont évaluées à plus de 10 millions de dollars.
Le restaurant de l'hôtel change de gestion. Trois associés, soit Jacques Gauthier, Martine Plante et Emmanuelle Villa, ont un plan pour revitaliser le restaurant et le rénover en fonction d'une thématique de la mer. Ainsi naît La Brasserie Les Mordus, spécialité poissons et fruits de mer. Le menu, bien qu'axé sur les produits de la mer, offre des possibilités diversifiées et abordables afin de plaire au public général. Les premiers plats sont servis à une clientèle ravie, dès décembre 2019.
Après plusieurs mois d'attentes et de travaux, l'hôtel rouvre brièvement en janvier 2020, pour refermer à nouveau en raison de la pandémie de COVID-19 qui sévit.

## Chambres et salles
L'hôtel possède 144 chambres et 5 salles, la plus grande pouvant accueillir jusqu'à 130 convives.

## Style

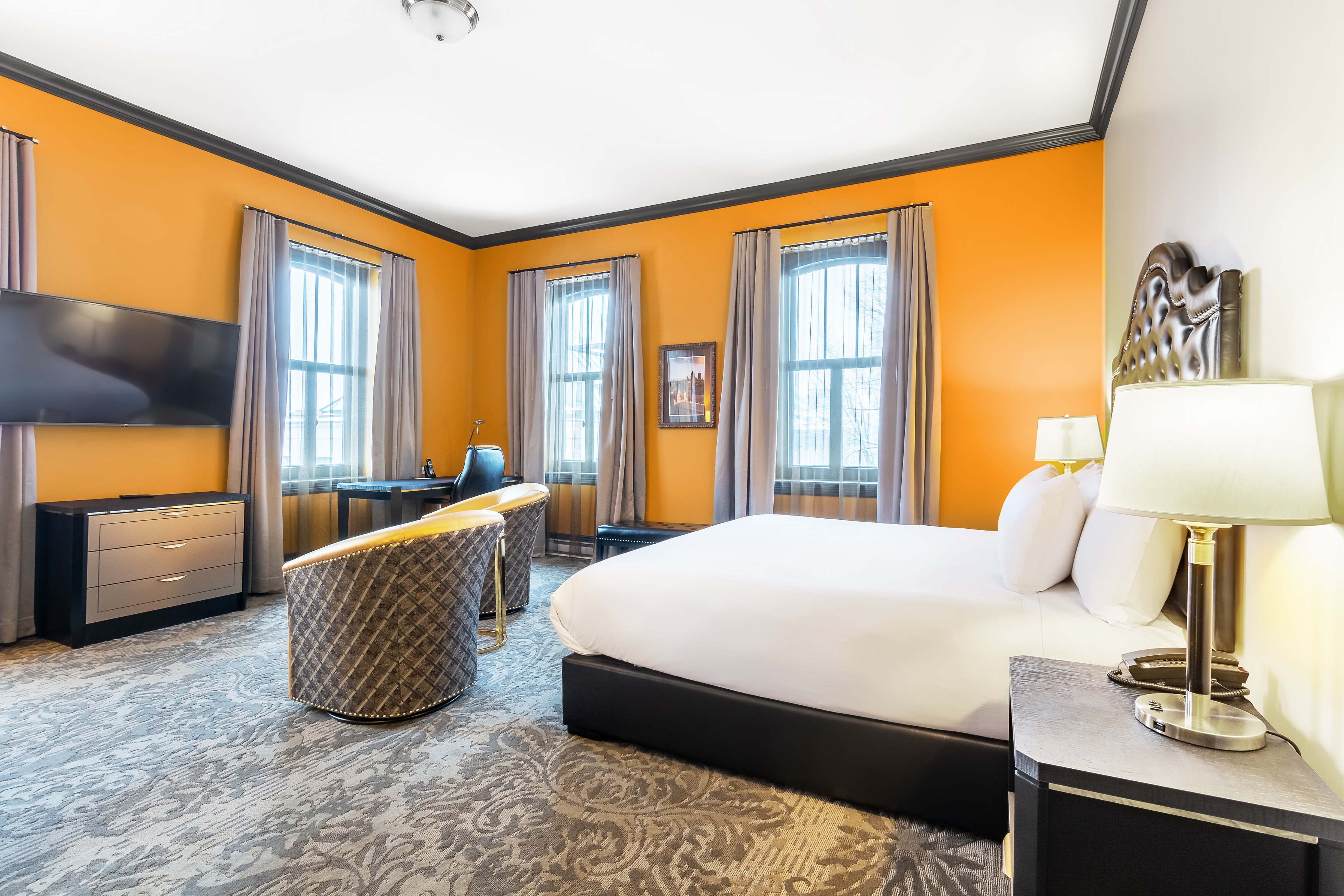
Chambre de catégorie exécutive, illustrant le résultat du décor de style "transition"

L'Hôtel Clarendon a été caractérisé par un style Art Déco pendant longtemps et son hall d'entrée permet aux visiteurs d'apprécier cet ancien style architectural/design. Les chambres sont dans un style dit "Transition" et affichent des couleurs, matériaux nobles. Les chambres sont entièrement redessinées et du nouveau mobilier est commandé pour rénover les unités.

### Archives
- Le fonds d'archives de Raoul Chênevert est conservé au centre d'archives de Québec de Bibliothèque et Archives nationales du Québec[7].